# Greenwashing

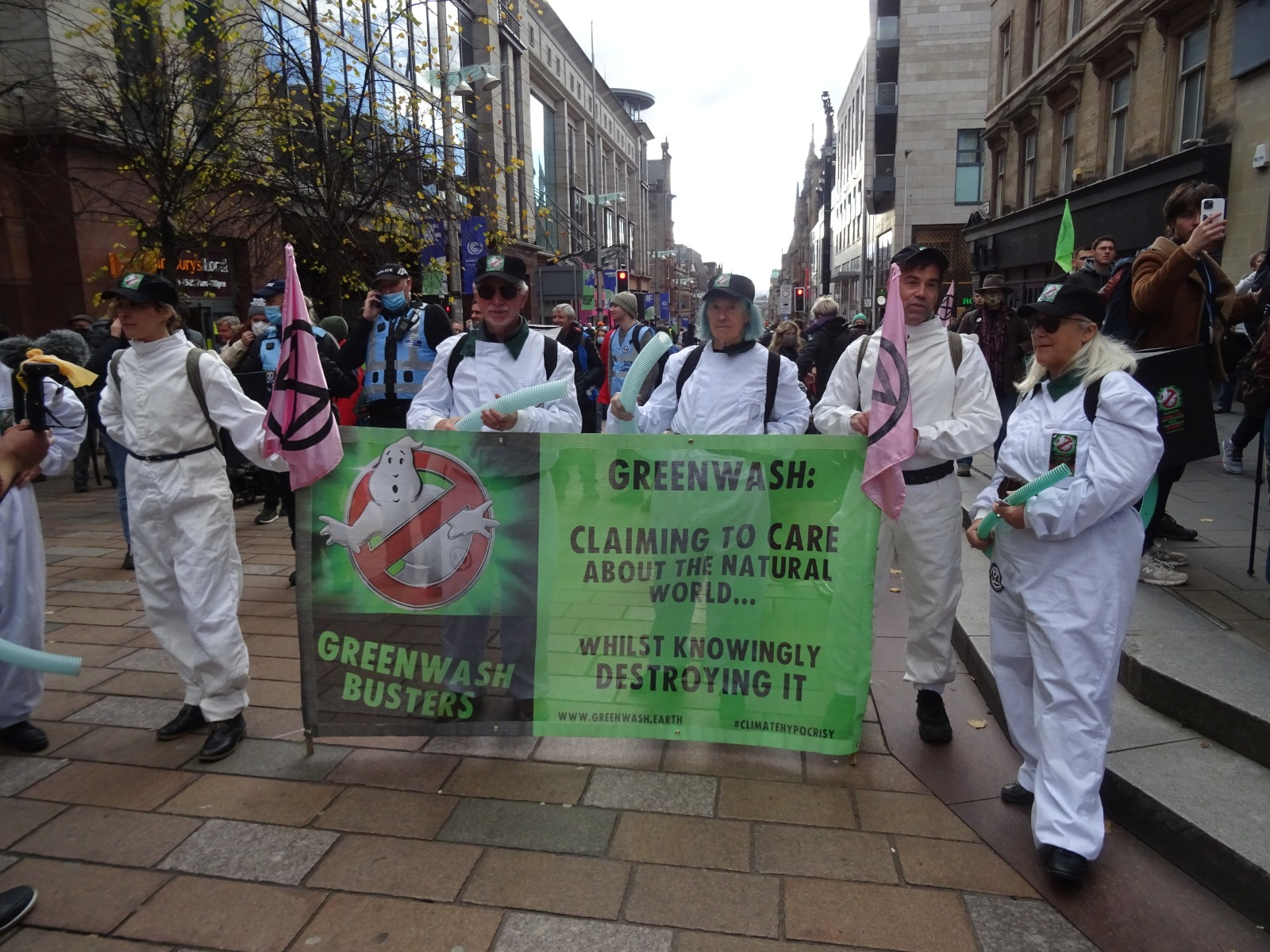
Demonstratie tegen greenwashing

Greenwashing of groenwassen is het zich groener of maatschappelijk verantwoordelijker voordoen dan een bedrijf of organisatie daadwerkelijk is. Men doet alsof men weloverwogen met het milieu en/of andere maatschappelijke thema's omgaat, maar dit blijkt vaak niet meer dan 'een likje verf' te zijn.
De term greenwashing wordt meestal gebruikt bij organisaties die iets goeds doen, maar in de kern van het bedrijf nog steeds veel verkeerd doen. Zo kan een bedrijf enerzijds Unicef steunen en anderzijds toch goederen produceren door middel van kinderarbeid. Of een bedrijf kan geld geven aan een milieuorganisatie terwijl de kernactiviteit erg vervuilend is.
Niet elke organisatie die aan greenwashing doet, doet dit bewust. In veel gevallen wil men iets maatschappelijks doen, maar ziet men niet in dat het kernproces van het bedrijf ook aangepast moet worden om daadwerkelijk maatschappelijk verantwoord bezig te zijn. Soms is greenwashing de eerste stap naar een daadwerkelijk maatschappelijk verantwoord beleid. Er zijn ook bedrijven die greenwashing gebruiken om milieutechnisch of maatschappelijk verantwoord over te komen, terwijl ze weten dat ze het niet zijn. Dit zijn de 'echte' greenwashers. Vaak dragen deze organisaties hun maatschappelijk verantwoord gedrag breed uit met 'wij sponsoren X' of 'onze producten hebben Y'.

## Voorbeelden
Verschillende organisaties stellen greenwashing aan de kaak door het uitreiken van prijzen aan bedrijven die zich bezondigen aan greenwashing. In 2008 kreeg E.ON de Groene Zeepbel van studentennetwerk Morgen vanwege haar campagne omtrent groene kolencentrales.
BP (British Petroleum) probeerde haar imago op te poetsen in de nasleep van de ramp met het olieboorplatform Deepwater Horizon in 2010. Concrete acties bleven beperkt tot de nieuwe slogan Beyond Petroleum (verder dan petroleum) en een groener logo, hoewel BP bleef focussen op fossiele brandstoffen. Hierdoor oogstte BP veel kritiek voor greenwashing.

## Onderzoek
Bij onderzoek van meer dan 800 bedrijfsrapporten door de internationale financiële toezichthouder Task Force on Climate Related Financial Disclosures, in 2021 uitgevoerd met behulp van artificiële intelligentie, bleken de werkelijke klimaatprestaties achter te blijven bij de aankondigingen. TCFD ziet daarvoor drie verklaringen: in de eerste plaats is greenwashing nauwelijks systematisch onderzocht, zodat druk op de bedrijven uitblijft. In de tweede plaats heeft het Akkoord van Parijs bedrijven ironisch genoeg juist meer toegelaten om “selectief” te zijn in wat ze willen onthullen, om imagoschade te vermijden. In de derde plaats is de rapportage van de bedrijfsvoering inzake klimaat een vrijwillige geste, met uitzondering van Frankrijk.
Ook het Science Based Targets initiative van de VN poogt bedrijven te helpen emissiereductiedoelstellingen vast te stellen die in overeenstemming zijn met de klimaatwetenschap.